# The God Makers
The God Makers ("Os Fazedores de Deus") é um documentário crítico ao mormonismo, produzido em 1982, por Ed Decker*Decker, Ed; Hunt, Dave (1984), The God Makers, ISBN 0890814023, Harvest House Publishers pela Jeremiahs Films.

## Sinopse
O documentário afirma expor segredos sobre a Igreja Mórmon. A igreja é retratada como uma corporação multi-bilionária, "um culto rico que se interessa pelas práticas pagãs e pelo ocultismo, distorce sua história, faz lavagem cerebral em seus membros, subjuga seus membros femininos".

## Sequência e livros
Após a estreia do filme original de 1982, um livro foi publicado como The God Makers em 1984 pela Harvest House. Em 1984, outro curta-metragem foi lançado como The Temple of the Godmakers, representando mais da encenação da cerimônia do templo do que no filme de 1982. Um filme de sequência The God Makers II foi lançado em 1992, seguido em 1993 pelo livro publicado pela Harvest.[carece de fontes?]